# Décès en 1022
Décès
- 1018
- 1019
- 1020
- 1021
- 1022
- 1023
- 1024
- 1025
- 1026

Cette page dresse une liste de personnalités mortes au cours de l'année 1022 :
- 6 janvier : Frédéric de Verdun, comte de Verdun et de Castres.
- 12 mars : Syméon le Nouveau Théologien à Chrysopolis[1].
- 23 mars : Song Zhenzong, troisième empereur de la dynastie Song.
- 29 juin : Nokter le Lippu, moine de Saint-Gall, écrivain, traducteur en haut allemand de Boèce, Caton l'Ancien, Virgile, Térence et Aristote.
- 15 août : Nicéphore Phocas Barytrachelos, aristocrate byzantin.
- 2 septembre : Mael Seachnaill II Mór, roi de Mide issu du Clan Cholmáin et Haut-roi d'Irlande.
- 20 novembre : Bernward de Hildesheim, précepteur du futur Otton III du Saint-Empire placé par celui-ci à la tête de l'évêché de Hildesheim. Il fonde l'abbaye Saint-Michel.

- Ibn al-Bawwab, célèbre calligraphe et enlumineur arabe  qui vivait dans l'Irak abbasside à l'époque de la dynastie Bouyide.
- Notker l'Allemand, ou Notker Labeo (Notker le lippu), moine bénédictin de l'abbaye de Saint-Gall, en Suisse.
- Pandolf II de Capoue, prince de Capoue.
- Roger (évêque de Lisieux)
- Sidi Mahrez, appelé Cadhi Abou Mohamed Mahrez Ibn Khalaf, saint tunisien.
- Urabe no Suetake, samouraï au service de Minamoto no Yorimitsu.

## Crédit d'auteurs
- Cet article est partiellement ou en totalité issu de l'article intitulé « 1022 » (voir la liste des auteurs).